# Дом Чаплина
Дом Чаплина — памятник архитектуры, образец деревянного модерна, уничтоженный в 2010-х годах. Располагался в Твери на улице Ефимова, 19.
Дом был построен в 1905 году и считался памятником деревянного модерна. Восточная стена дома с каминной трубой была построена из красного кирпича, само здание — рубленное, с большим мезонином, было поставлено на кирпичный цоколь. В убранстве дома, по желанию заказчика были использованы элементы фахверковой архитектуры.Снаружи особняк был богато декорирован, но большая часть элементов декора до 2000-х годов не сохранилась.
В 2005 году случился первый пожар, в 2010-х — второй. После пожаров от здания осталась только кирпичная противопожарная стена. В 2021 году было установлено, что на месте памятника архитектуры было сооружено одноэтажное строение из керамических блоков.
По итогу произошедшего в сентябре 2021 года владелец здания был оштрафован на 15 000 рублей.